# Guirrio

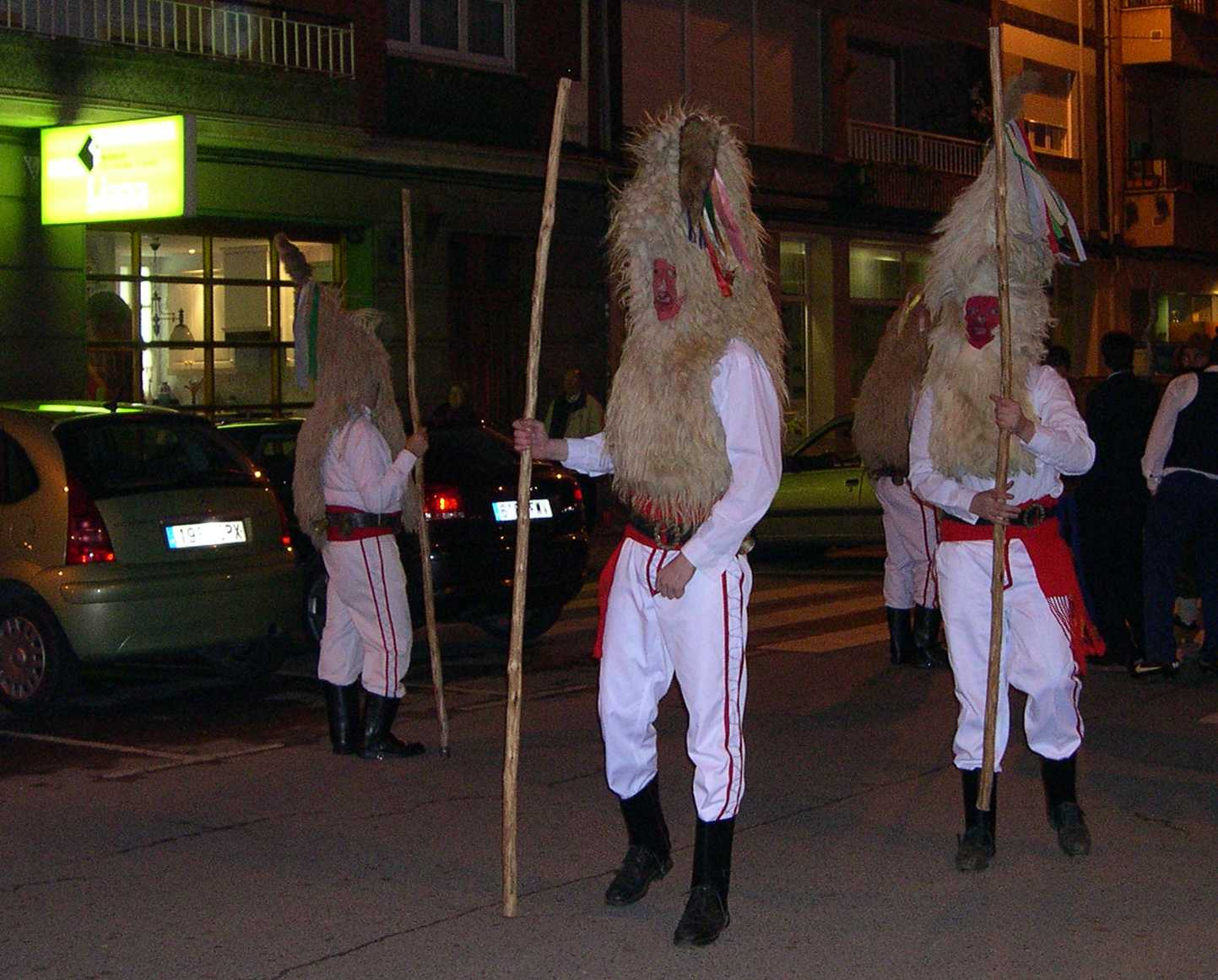
Representación de guirrios en el carnaval de Pola de Siero.

El guirrio es un personaje del folklore y de la mitología asturleoneses.

## Etimología
Algunas fuentes y algunos estudiosos, como Du Cange, la hacen derivar del latín guirriar: "reír".[cita requerida] En el carnaval astur, a las máscaras fustigadoras del tipo lupercos se los conoce como guirrios o sidros.[cita requerida]
Según Ana Guerrero Vitrina y Américo López,  en un folleto elaborado para el Museo del traje de Madrid, titulado "Traje de los sidros de Siero (Asturias), guirrio es una palabra sobre cuya etimología no hay un acuerdo general. "La mayoría de los estudiosos aceptan como más fiable que derive del verbo guerrire, forma del bajo latín, que vendría a significar ‘retozar’, ‘saltar gozosamente’, lo que resultaría claramente expresivo, dado que era lo que hacían estos personajes -dar saltos con su vara de avellano-, o incluso, de guirriar (reír). Su femenino podría proceder también de este guerrire, aunque algunos opinan que lo hace de una voz vascuence oguerria que significaría ‘navidad’."

## Dinámica popular
El guirrio desfila festivamente junto a las zamarronadas en pueblos y villas y acompaña a grupos de actores de representan autos sacramentales de temas navideños, y comedias de "tosca literatura", según señala Daniel González-Nuevo Zarracina. Complementan a los aguilanderos, y en ciertas comarcas astures son conocidos como sidros y bardancos.
En la provincia de León, son una figura inseparable del antruejo, en especial en Llamas de la Ribera, con esquilones que cuelgan de la vestimenta, aterrorizando al público con coloridas escarapelas en su máscara que, con los brincos, se abren y se cierran.
El Guirrio de San Juan de Beleño se considera su expresión más antigua. Es un festejo declarado de "interés turístico" que se celebra el 1 de enero. El Guirrio es escoltado por un séquito de aguinalderos, y, como es costumbre, persigue a las mozas, entre las risas de los asistentes. Para participar, se ha de estar en soltería y ser mayor de quince años.

## Traje
Van vestidos de blanco, con polainas negras de paño, faja roja, azul o verde ciñendo la cintura, y otra del mismo color, como banda, atravesando pecho y espalda. Llevan también un cinturón de cuero con cascabeles y campanillas que hacen sonar en sus demenciales giros y correrías. En el cuello llevan anudado un pañolón de seda de color llamativo, y en la cabeza un alto bonete de forma de cono, muy ornamentado con cintas y papeles de colores. En Siero y en Quirós guarecen cabeza, pecho y dorso con pieles de oveja, a modo de capuchón, rematadas con una cola de zorro, con orificios para los ojos y la boca, envueltos en tela roja. Asimismo, portan un largo báculo o pértiga con la que se propulsan para dar grandes saltos y caer en los grupos de mozas.

## Interpretaciones
Constantino Cabal veía en estas figuras una proyección de las imágenes parietales del Paleolítico, con máscaras zoomorfas y movimientos sensuales "itifálicos". Otros hermeneutas, como Daniel González-Nuevo Zarracina, autor de la reseña de la Gran Enciclopedia Asturiana, ven en el gurrio la síntesis del Silvano, del Fauno y del Busgosu, persiguiendo a las mozas, pues los vexigueros (auxiliares menores del gurrio) persiguen a las mujeres con un látigo de tres vejigas infladas de macho cabrío, azotándolas en el tafanario para volverlas fecundas. En Fiestas de Asturias (1985), de Eloy Gómez Pellón y Gema Coma, se dice que, al menos hasta 1912, había sido el festejo de Pola de Lena el más señero, y que según atestiguó Aurelio del Llano, los esterones que iban tras el guirrio eran conocidos como zamarrones. La aguilandera, la cardona y la cenicera, que esparcía ceniza frenéticamente entre el respetable, tampoco faltaban.

## Vídeos
- RTVE: La Tierra aquí, sidros y guirrios